# Biblis pacifica
Biblis pacifica är en fjärilsart som beskrevs av Hall 1928. Biblis pacifica ingår i släktet Biblis och familjen praktfjärilar. Inga underarter finns listade i Catalogue of Life.